# Орта-Узень
Орта́-Узе́нь (также Кучу́к-Узе́нь, Микропота́мос; укр. Орта-Узень, крымскотат. Orta Özen, Орта Озен) — маловодная река (балка) на юго-восточном берегу Крыма. Длина водотока 11,0 км, площадь водосбора 26,0 км². Образуется на южном склоне горы Каратау (1220 м) массива Караби-яйлы Главной гряды Крымских гор, среди участков букового леса, в Государственном природном заказнике "Урочище «Караби-Яйла».
Протекает в направлении на юго-восток, рельеф вдоль русла горно-холмистый, покрытый густыми зарослями кустарников, редеющими по направлению к морю. впадает в Чёрное море в селе Малореченское. В книге «Реки и Озера Крыма» устье указывается в 0,5 км к юго-востоку от села, что, видимо, связано в годом выхода книги — ранее село находилось поодаль от моря. Водный режим балки характеризуется периодическим стоком, вызванным дождями и снеготаянием, иногда наблюдаются кратковременные ливневые паводки, возможны селевые паводки, среднегодовой сток в верховье 0,044 м³/сек, постоянный водоток наблюдается только до окрестностей села Генеральское (через село река не протекает).
У реки, согласно справочнику «Поверхностные водные объекты Крыма», имеется 4 безымянных притока, в других источниках встречается название одной их балок в верховье — Аворта, истоком которой является родник Ай-Алексий, он же Третий фонтан.